# 凤凰岭道院
凤凰岭道院位于山东省东平县斑鸠店镇岱程村以西，是一处道教建筑遗迹，为县级文物保护单位。
道院南北85米，东西35米。始建年代不详。